# Apollophanes caribaeus
Apollophanes caribaeus är en spindelart som beskrevs av Charles Denton Dondale och James H. Redner 1975. Apollophanes caribaeus ingår i släktet Apollophanes och familjen snabblöparspindlar. Inga underarter finns listade i Catalogue of Life.